# Pheronous ogdeni
Pheronous ogdeni is een rondwormensoort uit de familie van de Ironidae. De wetenschappelijke naam van de soort is voor het eerst geldig gepubliceerd in 1966 door Inglis.